# Ricard Muñoz i Carbonero
Ricard Muñoz i Carbonero   (València, 1884 - València, 20 de juliol de 1944) fou un metge, professor i polític valencià, de convicció liberal, antifeixista i anticlerical, que exercí el càrrec de regidor de València entre 1920 i 1931.
Cursà els estudis de perit químic i l'any 1908 es llicencià en medicina especialitzant-se en radiologia, a la vegada que exercia de deixeble i secretari de Francesc Moliner i Nicolàs. L'any 1910 es casà amb Carmen Suay i tingué dos fills: Ricardo i Vicente, que esdevindria un director, productor i guionista cinematogràfic de renom. Contribuí a la fundació de la Reial Societat d'Electrologia i Radiologia Mèdiques (1919) i de la Unió Sanitària Valenciana. L'any 1932 presidí la secció local de la Creu Roja, així com formà part del comitè central de l'entitat. Exercí de professor d'Història de la medicina a la Universitat de València i presidí la Secció d'Història i Literatura Mèdica de l'Institut Mèdic Valencià. També col·laborà durant un temps en la publicació d'alguns treballs científics a la revista mèdica El Pueblo.